# Ragakapa
Ragakapa este o arie protejată (arie specială de conservare — SAC, sit de importanță comunitară — SCI, arie de protecție specială avifaunistică — SPA) din Letonia întinsă pe o suprafață de 149,49 ha, integral pe uscat.

## Localizare
Centrul sitului Ragakapa este situat la coordonatele 56°59′53″N 23°54′30″E / 56.9981°N 23.9083°E.

## Înființare
Situl Ragakapa a fost declarat arie de protecție specială avifaunistică în decembrie 2002 pentru a proteja 1 specie de plante și 4 specii de animale. Alte tipuri de protecție:
- sit de importanță comunitară (în mai 2004)
- arie specială de conservare (în mai 2004)[2][4][5]

## Biodiversitate
Situată în ecoregiunea boreală, aria protejată conține 8 habitate naturale: Vegetație anuală la limita mareei, Salicornia și alte specii anuale care populează regiunile mlăștinoase și nisipoase, Dune mobile cu vegetație embrionară, Dune mobile de-a lungul țărmului cu Ammophila arenaria („dune albe”), Dune de coastă fixe cu vegetație erbacee („dune gri”), Dune împădurite din regiunile atlantică, continentală și boreală, Taiga vestică, Păduri caducifoliate de mlaștină fino-scandinave.
La baza desemnării sitului se află mai multe specii protejate:
- plante (1): Dianthus arenarius subsp. arenarius
- păsări (4): fâsă-de-câmp (Anthus campestris), porumbel de scorbură (Columba oenas), ciocănitoare neagră (Dryocopus martius), ciocârlie de pădure (Lullula arborea)

Pe lângă speciile protejate, pe teritoriul sitului au mai fost identificate 16 specii de plante, 1 specie de mamifere, 15 specii de nevertebrate, 1 specie de pești.